# Cerodirphia vagans
Cerodirphia vagans är en fjärilsart som beskrevs av Walker 1855. Cerodirphia vagans ingår i släktet Cerodirphia och familjen påfågelsspinnare. Inga underarter finns listade i Catalogue of Life.